# Coccothrinax argentata
Espèce
Coccothrinax argentata est une espèce de plante de la famille des Arécacées.